# Гантмахер, Феликс Рувимович
Фе́ликс Руви́мович Гантма́хер (23 февраля 1908, Одесса — 16 мая 1964) — советский математик и механик.

## Биография
Родился 23 февраля 1908 года в Одессе, в семье ковровщика Рувима-Давида Гершковича Гантмахера (1872—1942) и его жены Мирьям Лейбовны (1876—1942). В 1916 году поступил в гимназию, где проучился 3 класса, после этого 1 год — в трудовой школе. После трудовой школы в течение двух лет занимался самостоятельно, окончил среднее образование. Занимался изучением языков: немецкого, французского и английского.
C 1923 по 1925 год прослушал (в качестве вольнослушателя) полный курс математического отделения Одесского института народного образования. В 1925—1926 учебном году работал в Высшем семинаре по теоретической механике при Одесском политехническом институте, в научно-исследовательских математических семинарах под руководством Г. К. Суслова, С. О. Шатуновского и Н. Г. Чеботарёва. Свою первую научную работу — «Об основных дифференциальных формах в аффинной теории поверхностей» — написал летом 1926 года. Позже эта работа была перепечатана в трудах Украинской Академии наук. В 1927 году был зачислен в аспирантуру по теоретической механике при Одесском институте народного образования и закончил её в 1930 году. После этого работал в качестве профессора математики в Одесском институте народного образования. Затем, до 1934 года, в Одесском физико-химико-математическом институте (с 1933 года — Одесском университете) и в Институте водного транспорта.
В декабре 1934 года переехал в Москву, где сначала учился в докторантуре, а затем работал в Математическом институте АН СССР. В 1942—46 руководил отделом Центрального аэрогидродинамического института, занимался усовершенствованием «Катюши». За данную работу в 1944 году был награждён орденом Красной Звезды, а в 1948 году получил Сталинскую премию I степени по военным наукам. Оставшиеся в Одессе родители Ф. Р. Гантмахера и его сестра — математик Вера Рувимовна Гантмахер (1909—1942) были во время румынской оккупации Одессы депортированы в гетто села Доманёвка в Транснистрии и расстреляны в 1942 году.
С 1947 работал в Московском физико-техническом институте. Феликс Рувимович читал курсы лекций по математическому анализу, теоретической механике, теории устойчивости, теории матриц. С 1954 года возглавлял кафедру теоретической механики.

…до 64-го года эти дисциплины читал профессор Гантмахер, учёный с мировым именем, который однако так и не стал не только академиком, но и членом-корреспондентом Академии Наук. В 1964 году он тяжело заболел, и было ясно, что читать свой курс тогдашним второкурсникам он не сможет. Он лежал в больнице и понимал, что не выйдет из неё никогда. В расписание поставили его ученика и друга — профессора Айзермана. Но Гантмахер хотел прочесть хотя бы первую, вводную, лекцию, чтобы продемонстрировать студентам величие и великолепие любимой науки.
Его привезли из больницы в карете скорой помощи и занесли на второй этаж на руках. В актовый зал набились студенты двух потоков. Гантмахер читал лекцию, лёжа в кресле, а его ассистент писал на доске формулы и делал чертежи с глазами, полными слёз. В зале не было слышно ни шёпота, ни случайного кашля — все понимали, что являются свидетелями акта необычайного мужества и преданности науке.
— Созерцатель. Легенды и мифы Московского физико-технического. Мемуар.
Классическая монография Ф. Р. Гантмахера, «Теория матриц», выделяется среди аналогичных работ широтой охвата и ясностью изложения, переведена на иностранные языки и успешно служит настольной книгой уже нескольким поколениям математиков во всём мире.

Семейное захоронение Гантмахеров на Донском кладбище

Умер 16 мая 1964 года. Похоронен на Донском кладбище.

## Семья
- Сын — физик, академик РАН Всеволод Феликсович Гантмахер (1935—2015).
- Сестра — математик Вера Рувимовна Гантмахер (1909—1942), была замужем за математиком В. Л. Шмульяном (1914—1944)[4].